# Okręgowe rozgrywki w piłce nożnej woj. wileńskiego (1921)

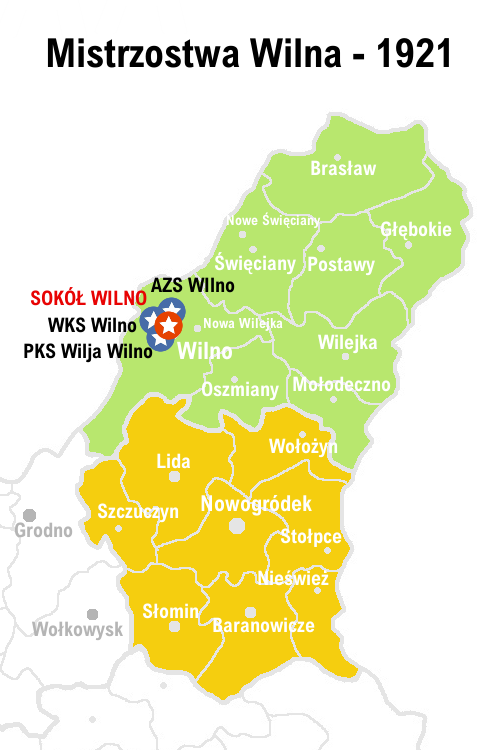
Kluby uczestniczące w Mistrzostwach Wilna w 1921 roku

Nieoficjalne rozgrywki o mistrzostwo Wilna
Pierwsze nieoficjalne rozgrywki o tytuł mistrza Wilna zorganizowane przez Wydział piłki nożnej Centralnego Związku Towarzystw Sportowych w Wilnie.
Mistrzostwo Okręgu Wileńskiego zdobyła drużyna Sokoła Wilno.
| Rozgrywki | Poziomy rozgrywkowe w sezonie 1921 | Poziomy rozgrywkowe w sezonie 1921 | Poziomy rozgrywkowe w sezonie 1921 | Poziomy rozgrywkowe w sezonie 1921 | Poziomy rozgrywkowe w sezonie 1921 | Poziomy rozgrywkowe w sezonie 1921 | Poziomy rozgrywkowe w sezonie 1921 |
| --------- | ---------------------------------- | ---------------------------------- | ---------------------------------- | ---------------------------------- | ---------------------------------- | ---------------------------------- | ---------------------------------- |
| Centralne | I poziom ligowy                    | Mistrzostwa Polski                 | Mistrzostwa Polski                 | Mistrzostwa Polski                 | Mistrzostwa Polski                 | Mistrzostwa Polski                 | Mistrzostwa Polski                 |
| Okręgowe  | II poziom ligowy                   | Mistrzostwa Wilna                  | Mistrzostwa Wilna                  | Mistrzostwa Wilna                  | Mistrzostwa Wilna                  | Mistrzostwa Wilna                  | Mistrzostwa Wilna                  |

## Mistrzostwa Wilna - II poziom rozgrywkowy
| Poz. | Drużyna         | M | Z | R | P | Bramki | Punkty |
| ---- | --------------- | - | - | - | - | ------ | ------ |
| 1    | Sokół Wilno     | 6 | 5 | 0 | 1 | 25-6   | 10     |
| 2    | AZS Wilno       | 6 | 4 | 0 | 2 | 20-12  | 8      |
| 3    | WKS Wilno       | 6 | 2 | 1 | 3 | 8-17   | 5      |
| 4    | PKS Wilja Wilno | 6 | 0 | 1 | 5 | 3-21   | 1      |

- Po sezonie Policyjny Klub Sportowy Wilja Wilno wycofał się z rozgrywek.

### Mecze klasa A
- 4.09.1921 - AZS Wilno : PKS Wilja Wilno 6:1
- 8.09.1921 - Sokół Wilno : PKS Wilja Wilno 4:1
- 11.09.1921 - AZS Wilno : WKS Wilno 2:0 (vo5:0)
- 17.09.1921 - WKS Wilno : PKS Wilja Wilno 1:1
- 18.09.1921 - Sokół Wilno : AZS Wilno 4:1
- 25.09.1921 - Sokół Wilno : WKS Wilno 2:3
- 2.10.1921 - PKS Wilja Wilno : Sokół Wilno 0:5
- 8.10.1921 - PKS Wilja Wilno : WKS Wilno 0:1
- 16.10.1921 - WKS Wilno : Sokół Wilno 1:5
- 23.10.1921 - WKS Wilno : AZS Wilno 4:2
- 30.10.1921 - AZS Wilno : Sokół Wilno 0:5
- ?.10.1921 - PKS Wilja Wilno  : AZS Wilno 0:4

## Mecze towarzyskie
- ?.06.1921 - Sokół Wilno : AZS Wilno 1:3
- ?.06.1921 - Mińksi PP : AZS Wilno 0:5
- ?.06.1921 - AZS Wilno : 6 PP Leg Wilno 4:0
- ?.06.1921 - Sokół II Wilno : AZS II Wilno 3:1
- 7.07.1921 - ZBK (Związek Bezpieczeństwa Kraju) Nowo Święciany : Sokół Wilno 1:10
- ?.07.1921 - 1 PP Leg : Sokół Wilno 8:2
- ?.07.1921 - 5 PP Leg : AZS Wilno 2:0
- 10.07.1921 - AZS Wilno : AZS Warszawa 0:0 (boisko przy placu Junkierskim)
- 11.07.1921 - Sokół Wilno : AZS Warszawa 0:2
- ?.07.1921 - AZS II Wilno : Miński PP 1:0
- ?.07.1921 - AZS Wilno : 6 PP Leg Wilno 4:0
- 17.07.1921 - Sokół Wilno : 3 Dyw.Leg 1:2
- 10.07.1921 (Grodno) 1 Dyw.Leg Grodno : 6 PP Leg Wilno 5:1
- 10.07.1921 (StaroŚświęciany) "Zuchowaci" 3 Dyw.Leg : "Tabory" 3:1
- ?.07.1921 (Staro Święciany) "Zuchowaci" 3 Dyw.Leg : 9 PP Leg 3:1
- 31.07.1921 - Sokół Wilno : 7 PP Leg 3:5
- 31.07.1921 - WKS Wilno : Miński PP 2:4
- 7.08.1921 - WKS Sokół : AZS Wilno 3:2
- 7.08.1921 - Sokół II Wilno : Wileński PP 3:0
- ?.08.1921 - Sokół Wilno : WKS 1 PP Leg Grodno 1:3
- 21.08.1921 - WKS Wilno : AZS Wilno 2:1 (boisko przy ul.Zakretowej) - pierwszy mecz WKS-u
- 21.08.1921 - WKS II Wilno : Sokół II 2:2
- ?.08.1921 (Lida) 2 Armia : Sokół Wilno 8:1
- 26.08.1921 - Rep. Wojsk Litwy Środk. : 2 Dyw.Leg Grodno 0:4
- ?.08.1921 - Sokół II Wilno : WKS II Wilno 5:0(vo) - wobec nie stawienia się drużyny WKS II sędzia przyznał 5 bramek walkowerem.
- ?.08.1921 - Sokół : 2 Dyw.Leg Grodno 2:5
- ?.09.1921 - Sokół : 7 PP 0:3
- ?.09.1921 - AZS - 7 PP 1:1
- ?.09.1921 - AZS Poznań : AZS Wilno 1:2
- ?.09.1921 - AZS Warszawa : AZS Wilno 7:0
- ?.09.1921 - 7 PP : WKS Wilno 7:4